# Мавлетдинов, Ринат Тахирович
Рина́т Тахи́рович Мавлетди́нов (род. 9 сентября 1988, Москва, СССР) — российский футболист, полузащитник.

## Карьера
С 6 лет занимался в СДЮШОР «Трудовые Резервы» (Москва). В 2005—2008 годах защищал цвета «Спортакадемклуба», с которым в 2007 году вышел в Первый дивизион. В 2009—2010 годах был арендован клубом «Нижний Новгород». В 2011 году на правах аренды перешёл в «Химки». Летом 2012 года пополнил ряды «Факела». В феврале 2013 года подписал контракт с клубом «Машук-КМВ». В июне 2013 года перешёл в клуб «Луч-Энергия». В сезоне 2014/15 защищал цвета «Сатурна», после чего вернулся в «Факел».

## Достижения
- Бронзовый призёр Первого дивизиона: 2010
- Победитель зоны «Запад» Второго дивизиона: 2007
- Обладатель Кубка ФНЛ: 2014

## Личная жизнь
Брат Линар (род. 1986) — также футболист, играл за «Спортакадемклуб».